# Brzanka

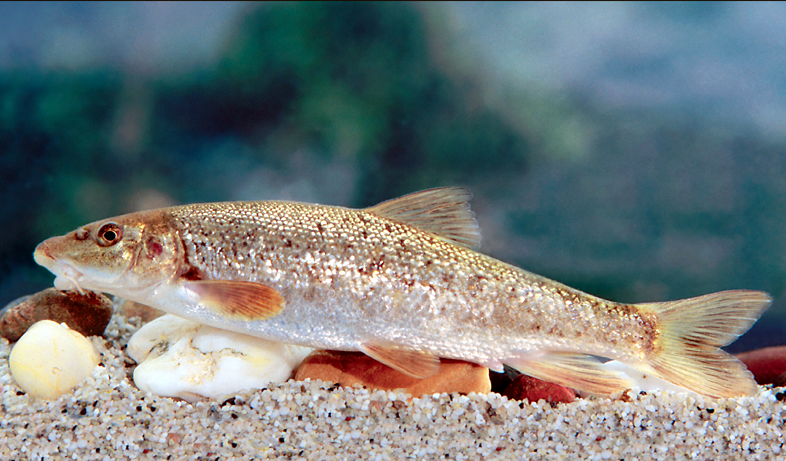
Pod dawną nazwą Barbus petenyi kryły się 3 odrębne gatunki

Brzanka – nazwa zwyczajowa ryby karpiokształtnej z rodziny karpiowatych (Cyprinidae), występującej w górnych odcinkach karpackich dopływów Wisły oraz w Wiśle. Ze względu na brak znaczenia gospodarczego, niewielką liczebność oraz zajmowane siedliska, jest jednym z najsłabiej poznanych gatunków polskiej ichtiofauny.

## Klasyfikacja
Przynależność gatunkowa tej ryby jest niejasna. W literaturze polskiej pod nazwą brzanki opisywano:
- Barbus petenyi[2][3][4][5]
- Barbus meridionalis[6]
- Barbus meridionalis petenyi[7][3][4][8] – synonim[9] Barbus petenyi
- Barbus peloponnesius[10]
- Barbus carpathicus[1]

Na podstawie badań genetycznych w obrębie Barbus petenyi (syn. B. meridionalis petenyi) ustanowiono 4 odrębne gatunki: 
- B. petenyi (sensu Kotlik, 2002), o zasięgu ograniczonym do Rumunii i Bułgarii[11],
- B. balcanicus – występuje na Półwyspie Bałkańskim[11],
- B. carpathicus – występuje w dorzeczu Dunaju, Wisły i Dniestru[11],
- B. biharicus - występuje w dorzeczu Szybkiego Kereszu[12].

W świetle badań Kotlika, populacja brzanki występującej w Polsce zaliczana jest do gatunku Barbus carpathicus. Epitetu gatunkowego carpathicus nie należy mylić z brzaną karpacką, ponieważ jest to nazwa zwyczajowa ryby innego gatunku – Barbus waleckii. Gatunek określony przez polskiego ustawodawcę jako Barbus peloponnesius (B. carpathicus, B. meridionalis) podlega w Polsce ochronie częściowej.